# 段琦
段琦（？—？），字魏肇，號可石，雲南河陽人，清朝政治人物，同進士出身。

## 生平
乾隆四十五年（1780年）登庚子恩科進士。乾隆六十年（1795年）十二月，接替牛兆奎。擔任江蘇荆溪縣知縣。嘉慶二年（1797年）由高伯陽接任。